# L3/35輕型坦克
L3/35輕型坦克又名CV-35輕型坦克，是由意大利飛雅特出品的迷你坦克，所謂CV即是意大利文CARRO VELOCE的縮寫，意即輕型坦克，35指其推出年份為1935年，故CV-35意即輕型坦克1935年型，最初的CV-29為英國卡登·洛伊德超輕型戰車的仿製型，1933年推出其改良型CV-33，火力為6.5毫米口徑機槍，意大利軍方立即下了1,500輛訂單，之後CV-33作了多項改良，這些改良統稱為L3，到了1935年推出CV-35，把火力提昇至8毫米口徑機槍。
L3/35輕型坦克為無炮塔設計，瞄準時需要整車轉向目標開火，意大利軍方採用此車的用意是用L3/35這種輕快的迷你坦克打開敵防線的缺口，然後投入步兵把防線攻破，這是1920年代至30年代流行於歐美各國的迷你坦克使用構想，但L3/35祇有兩挺機槍，火力薄弱又不能對付敵裝甲車輛，再加上裝甲薄弱而動力系統又故障多多，故L3/35的實戰效果有限。

## 基本資料
- 乘員：2人（車長兼機槍手和駕駛）
- 車長：3.16公尺
- 車闊：1.4公尺
- 車高：1.28公尺
- 重量：3.4噸
- 最快速度：42公里/小時
- 續航距離：125公里

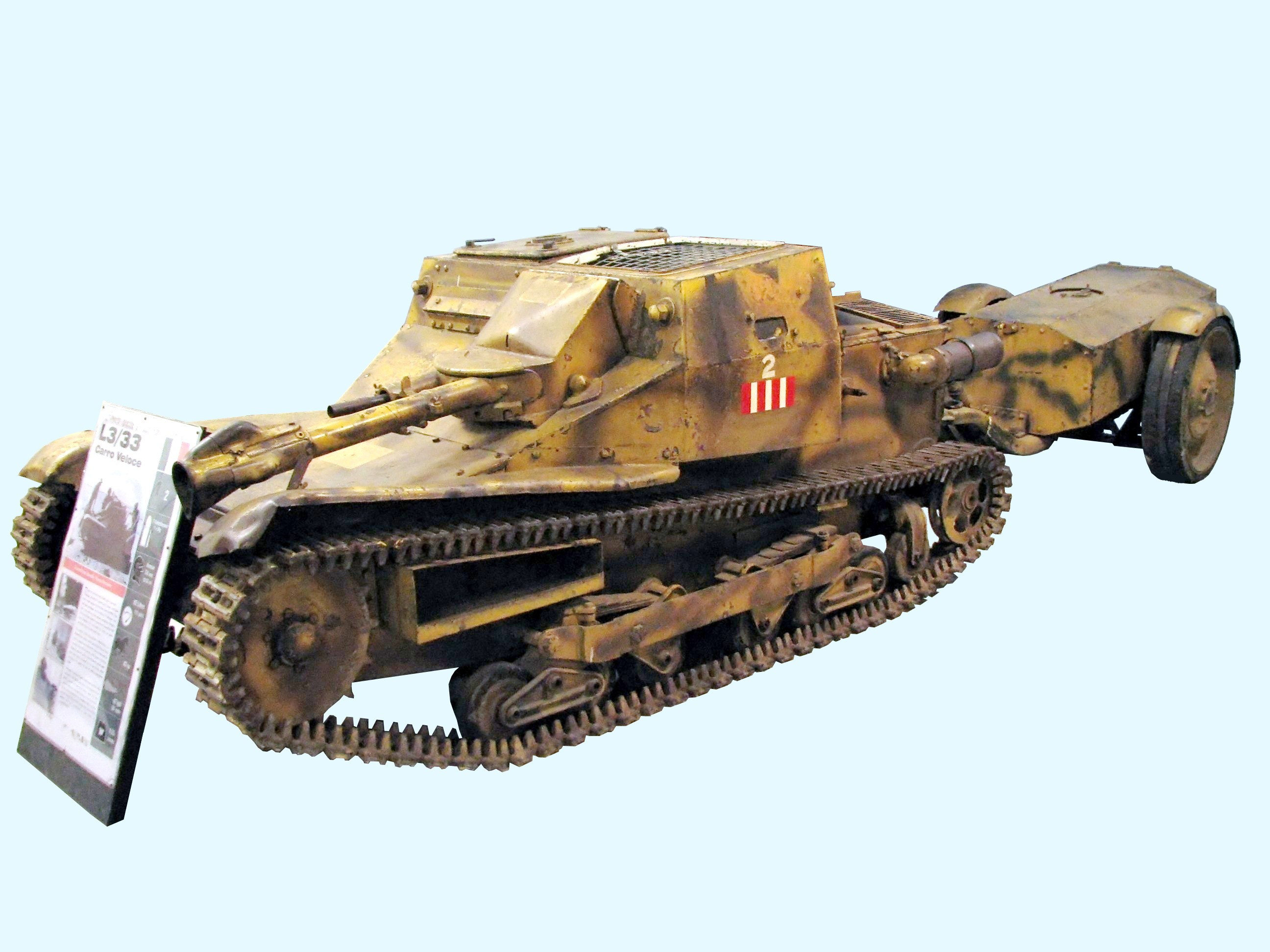
加裝噴火器的L3/35

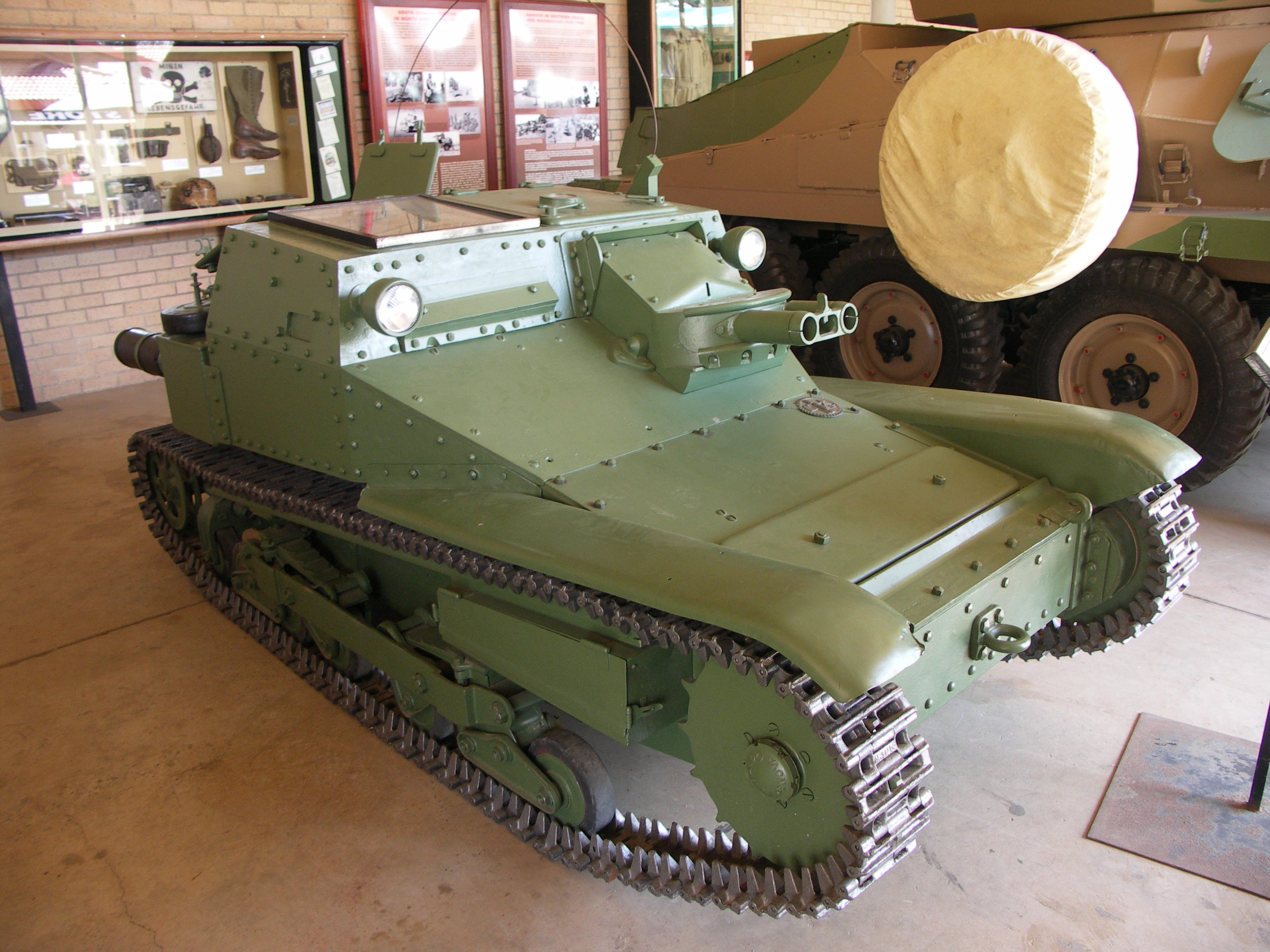
陳列在南非國家軍事歷史博物館的L3/35（不含機槍）

- 發動機：飛雅特SPA-CV3水冷式汽油發動機（43匹馬力）
- 武裝：8公釐機槍兩挺（3,200發子彈）或8公釐機槍一挺+噴火器一俱

## 變種

### L3/38輕型坦克
L3/35的變種型態，於1938年推出，生產數量不多，引入扭力桿懸架和負重輪的設計，以布雷達31型重機槍為主要武器。

## 實戰

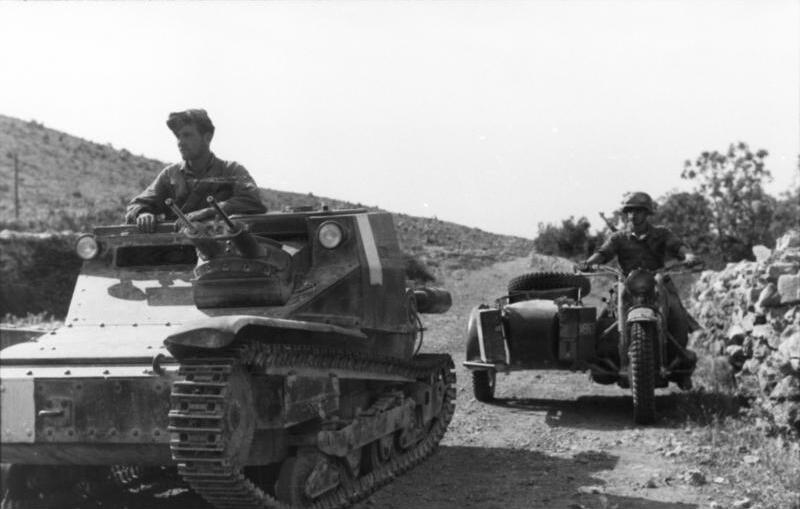
蘇聯戰場上和德軍一起前進的意大利軍L3/35輕型坦克

L3/35輕型坦克投入西班牙內戰和意大利軍對蘇聯和北非的戰事，1937年抗戰爆發，國民政府大量向意大利訂購L3/35，原因是L3/35價格低廉而意大利又有大批現貨供應，編入國軍第200師各戰車連當中，隨即參與蘭封和崑崙關戰役和第一次入緬作戰，在緬甸戰場上的L3/35以被擊毀4輛的代價支援國軍攻下葉達西，第2日又攻下南陽車站和周邊地區，戰鬥中又攻破一個日軍炮兵陣地，擄獲日軍火炮一門和文件彈藥，但實戰中L3/35的各種缺點表現出來，例如在野外行駛2至3日即故障，而當發動機過熱時出力會減少，故要低速行車，有時一小時祇能行走一公里，發動機不單很耗燃料而且當發動機一旦熄火後又很難再起動，L3/35因裝甲薄弱，一旦中彈往往車毀人亡，故國軍的L3/35傷亡也很重。

## 使用國家

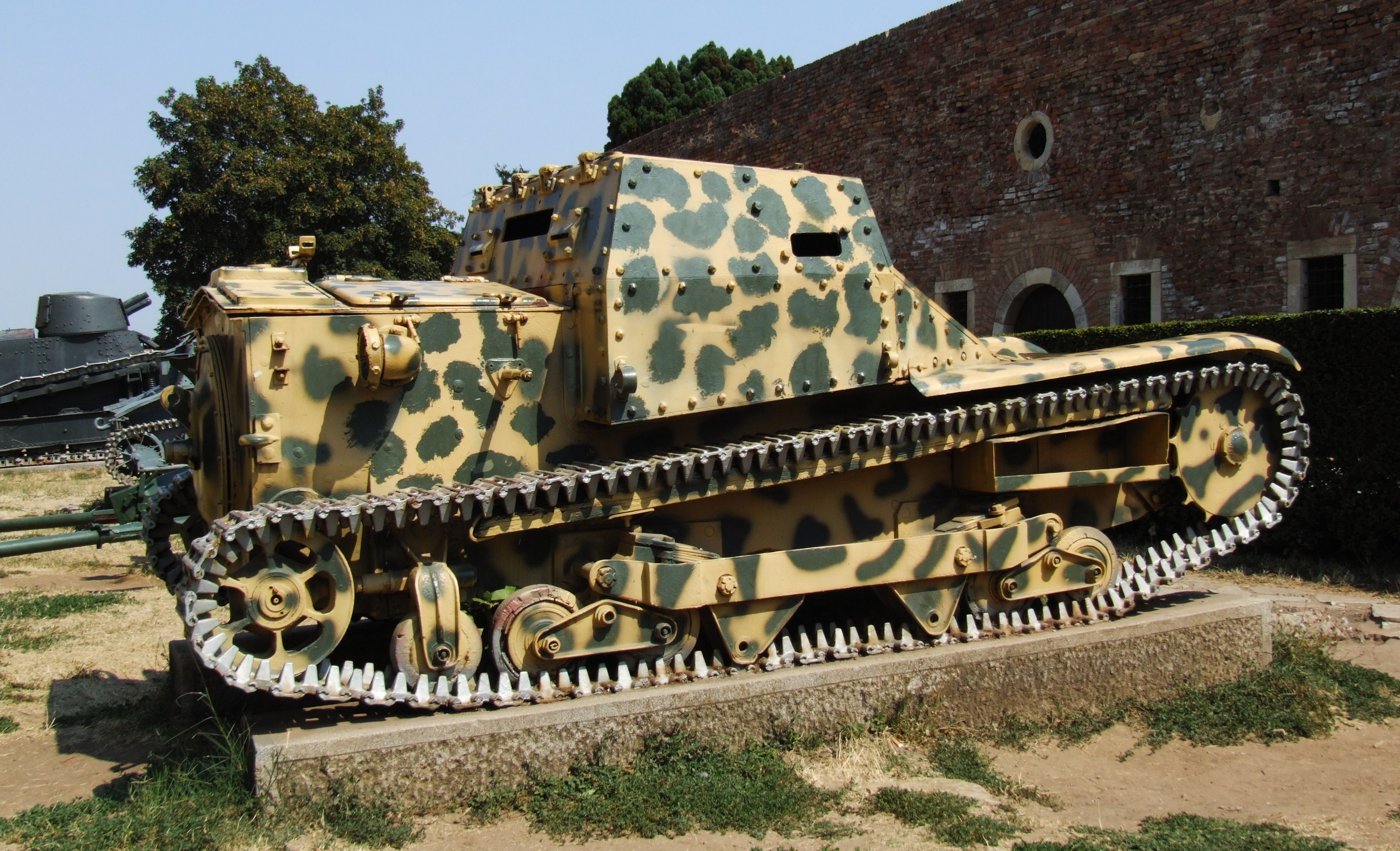
保加利亞軍的L3/35

- 意大利
- 中華民國在1934年便購入18輛，1937年抗日戰爭爆發後更是大量購入有94輛。[1]1938年编入了机械化第200师第1149团、第1150团，在装甲连分别与英国维克斯6吨坦克、苏联T-26坦克混编。1938年参加兰封会战，带队的邱清泉评价：“意大利菲亚特战车，素质极坏...”[來源請求]
- 西班牙
- 納粹德國
- 匈牙利
- 中华人民共和国自國軍部隊繳獲使用
- 保加利亚
- 奥地利
- 巴西
- 伊拉克
- 委內瑞拉
- 阿富汗
- 匈牙利王國
- 希腊